# بات ريان (رجل أعمال)
بات ريان (بالإنجليزية: Pat Ryan)‏ هو شخصية أعمال أمريكي، ولد في عقد 1930.

## وصلات خارجية
- الموقع الرسمي